# Liam Highfield
Liam Highfield (ur. 1 grudnia 1990 w Swindon, Anglia) – angielski snookerzysta. Plasuje się na 84. miejscu pod względem zdobytych setek w profesjonalnych turniejach, ma ich łącznie 108.

## Kariera amatorska
W sezonie 2007/2008 wygrał ostatni, ósmy turniej z cyklu International Open Series, pokonując Justina Astleya 6-2. Sezon ten zakończył na 12 pozycji w rankingu PIOS.
W sezonie 2008/2009 nie grał w żadnym finale, a na koniec sezonu sklasyfikowany został na 33. miejscu.
W sezonie 2009/2010 zagrał w finale pierwszego turnieju International Open Series przegrywając jednak z Jackiem Lisowskim. Wygrał zaś drugi turniej tegoż cyklu, pokonując Neala Jonesa. Na koniec sezonu zajął drugie miejsce w rankingu PIOS.

## Kariera zawodowa
Liam Highfield w gronie profesjonalistów grywa od 2010 roku, dzięki zajęciu drugiego miejsca w rankingu PIOS w sezonie 2009/2010.

### Sezon 2010/2011

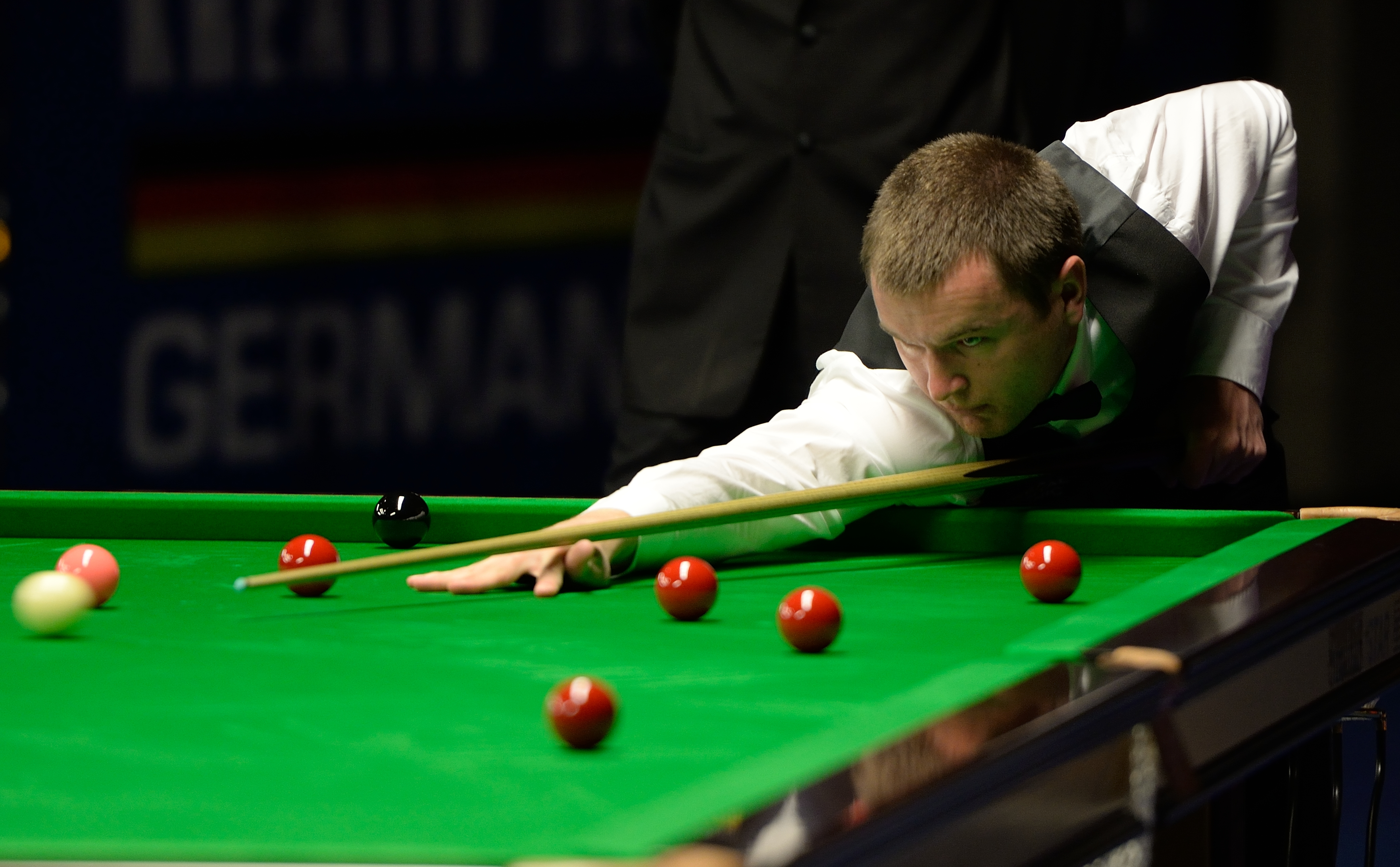
Liam Highfield, 2015

W kwalifikacjach do turnieju Shanghai Masters 2010 dotarł do trzeciej rundy pokonując wcześniej Dermota McGlincheya 5-3 i Jimmy’ego White’a 5-3, w trzeciej rundzie przegrywając jednak z Martinem Gouldem 3-5.

## Statystyka zwycięstw

### Amatorskie
- International Open Series 2009/2010 – Turniej II